# Paleis van São Cristóvão
Het Paleis van São Cristóvão (Nederlands: Sint-Christoffelpaleis) is een paleis in de Braziliaanse stad Rio de Janeiro. Het paleis werd gebouwd in de negentiende eeuw en bevindt zich in het gemeentelijk park Quinta da Boa Vista. Het huisvest het Nationaal Museum van Brazilië.

## Geschiedenis

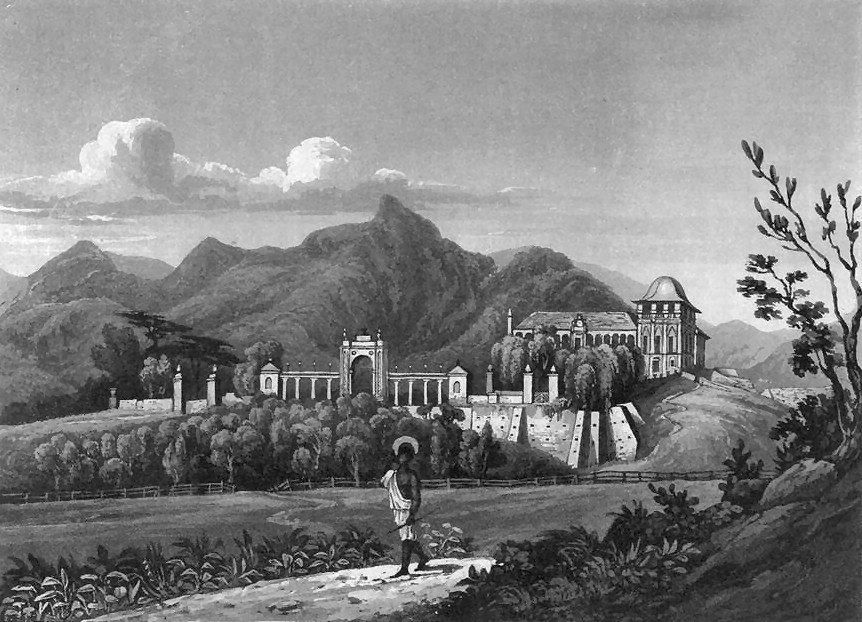
Het paleis in 1820
Illustratie uit Journal of a voyage to Brazil van Maria Graham

Het paleis werd oorspronkelijk als herenhuis gebouwd en werd na de komst van de Portugese koninklijke familie in 1807 verbouwd in neoclassicistische stijl naar een ontwerp van de Franse architect Pierre-Joseph Pézerat. Vanaf toen tot 1889 was het de officiële residentie van de Braziliaanse keizers Peter I en Peter II van Brazilië. Hun werkplaats bleef wel het Keizerlijk Paleis. Nadat laatstgenoemde door het leger werd gedwongen het land te verlaten kwamen van 1889 tot 1891 de constitutionelen in het paleis bijeen. Twee jaar later werd het als Nationaal Museum van Brazilië opengesteld voor het publiek. In 1910 werd het voormalig keizerlijk paleis grondig gerenoveerd, waarna het in 1938 tot nationaal monument werd verheven.

## Paleistuinen
De paleistuinen werden ontworpen door de Franse landschapsontwerper Auguste François Marie Glaziou en werden in 1869 aangelegd. Een halve eeuw later liet de Braziliaanse president Nilo Peçanha de tuinen bij het paleis restaureren en afschermen.

## Brand

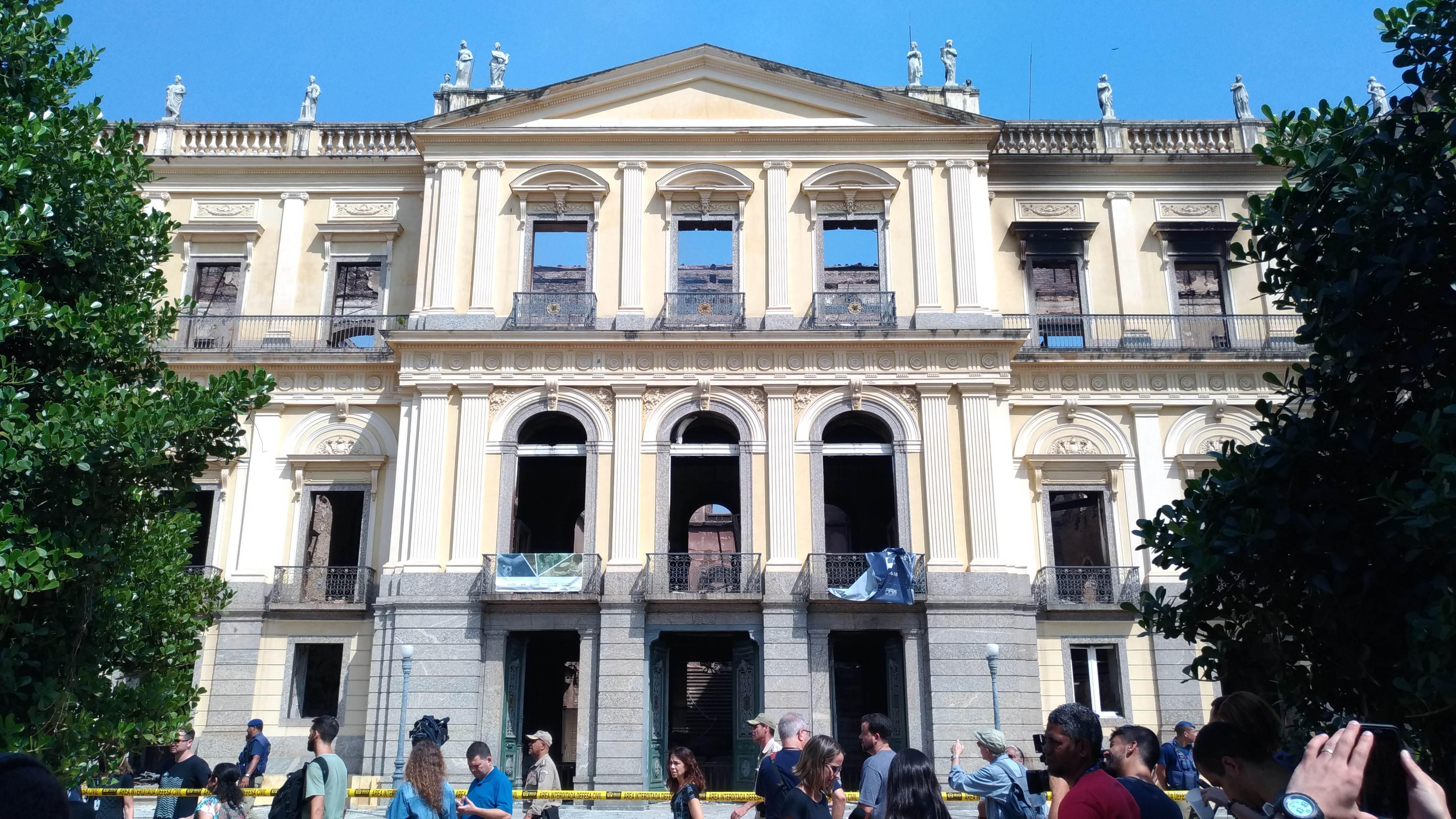
Het paleis na de brand in 2018

In 2018 werd het gebouw door brand grotendeels verwoest. Zie ook: Brand in het Nationaal Museum van Brazilië.